# Allain Gaussin
Allain Gaussin (Saint-Sever-Calvados, 6 novembre 1943) è un compositore francese nato a Saint-Sever-Calvados, in Normandia. È laureato al Conservatoire national supérieur de musique et de danse de Paris (CNSMDP), dove ha studiato con Olivier Messiaen. Ha studiato direzione d'orchestra con Louis Fourestier, pianoforte con Hélène Boschi e musica elettroacustica con Pierre Schaeffer.
Gaussin ha insegnato orchestrazione dal 2004 al 2011 presso la facoltà di musica dell'Università di Osaka e insegna composizione all'Conservatorio americano di Fontainebleau.

## Selected works
- Camaïeux (1983) per ensemble elettrico
- Chakra (1984) per quartetto d'archi
- Années-Lumière (1992) per grande orchestra
- Irisation-Rituel (Gran Premio del Disco 1995 dell'Académie Charles Cros)
- Mosaïque céleste (1997), concerto da camera per undici strumenti

## Discography
- Eclipse, Ogive (per flauto e clavicembalo), Eau-Forte (collezione MFA, dischi Arpège-Calliope, 1983)
- Chakra for Quartetto Arditti (collezione MFA, dischi Montaigne / Auvidis 1991)
- Irisation-Rituel, Camaïeux, Arcane, Salabert / Harmonia Mundi, 1995. Premiato con il Grand prix du disque (1995) dall'Académie Charles Cros
- Ogive (flauto e pianoforte) Ensemble Triton II (dischi REM 1996)